# Trypanaresta valdesiana
Trypanaresta valdesiana es una especie de insecto del género Trypanaresta de la familia Tephritidae del orden Diptera.

## Historia
Gandolfo & Norrbom la describieron científicamente por primera vez en el año 1997.